# Primavera (Pará)
Primavera is een gemeente in de Braziliaanse deelstaat Pará. De gemeente telt 10.993 inwoners (schatting 2009).